# Vittoria Valmaggia
Vittoria Valmaggia, znana również jako Rina Conforti lub Tappin (ur. 29 marca 1944 w Orii, zm. 31 października 2009 w Modenie) – włoska ceramistka, malarka, stylistka i pierwsza artystka sardyńska tworząca lalki w tradycyjnych strojach ludowych, łącząc różnorodne materiały, miniatury złotej i srebrnej biżuterii, miedź oraz ceramikę. 

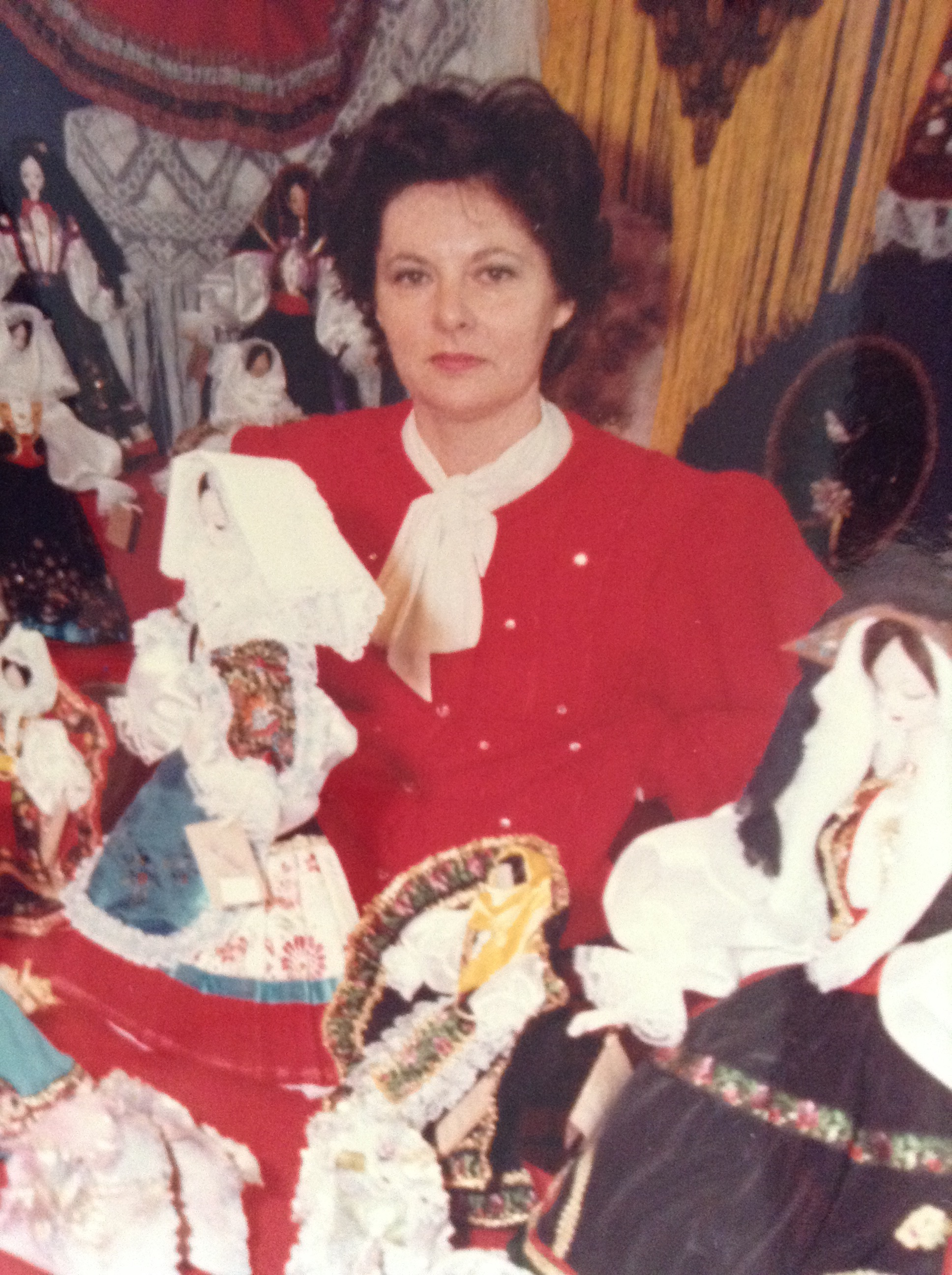
Vittoria Valmaggia ze swoimi lalkami w sardyńskich strojach ludowych

## Życiorys
Vittoria Valmaggia uczęszczała do szkoły podstawowej w Apulii, kiedy przeprowadziła się wraz z rodziną na Sardynię - miejsce pochodzenia jej babki. Po rozwodzie rodziców, jako najstarsza z czworga dzieci, czuła się zmuszoną zapewnić utrzymanie matce i rodzeństwu. Tuż po uzyskaniu dyplomu z księgowości pracowała w firmie ubezpieczeniowej, następnie została zatrudniona przez Angelo Morattiego jako sekretarka dyrekcji. Funkcję tę obejmowała do 1969 roku.
Jednocześnie pasja do lokalnej sztuki ludowej, przekazana przez babcię pochodzącą z miejscowości Borutta, zainspirowała Vittorię Valmaggia do otworzenia w 1966 roku pierwszego sklepu z rzeźbionymi meblami drewnianymi w Stintino. Dodatkowo zajmowała się projektowaniem wnętrz letnich willi dla turystów.
W latach 1969–1972 Valmaggia zarządzała swoim drugim sklepem “Rina Palau” w mieście portowym Palau, gdzie oprócz mebli sprzedawała odzież z własnoręcznie malowanymi wzorami, sardyńską biżuterię oraz antyki. W tym okresie poznała Giacomino Canu - proboszcza-malarza z parafii w Baja Sardinia, co obudziło w niej zainteresowanie malarstwem olejnym.

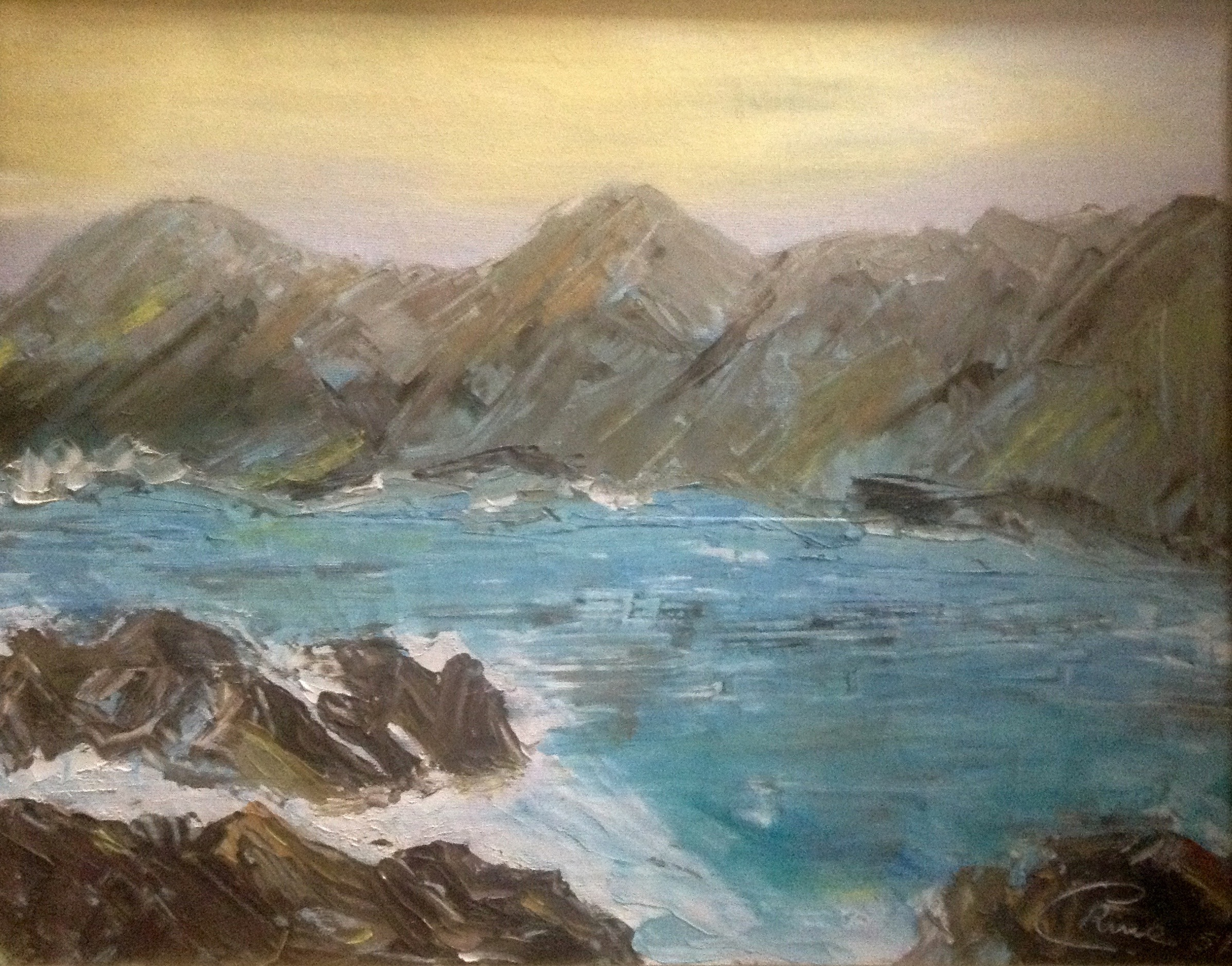
"Morze i skały w Capo Falcone (Stintino)", Vittoria Valmaggia (1977)

Po ślubie z Gerardem Conforti - sierżantem karabinierów, Valmaggia przeprowadziła się do Riola Sardo, gdzie mąż jej dowodził jednostką w latach 1973-1977. Powstał wtedy obraz “Morze i skały w Capo Falcone (Stintino)” wystawiony w turyńskiej “Galerii ENFAC”. Praca męża zmusiła ją do ponownej przeprowadzki, tym razem na wyspę Maddalena, gdzie w latach 1977-1983 skupiła się na malarstwie. Jej prace, zainspirowane otaczającą naturą i często wystawiane na prywatnych salonach, przedstawiały m.in. więdnące kwiaty, przybrzeżne pejzaże podczas burzy oraz łodzie o zachodzie słońca. W tym samym czasie rozwinęła swoją największą pasję - tradycje i stroje ludowe Sardynii, studiując historyczne dokumenty oraz rzadkie wydania książek na temat lokalnej kultury. We współpracy z I.S.O.L.A. tworzy lalki-manekiny w tradycyjnych sardyńskich strojach, z twarzami z wydrążonych łupin orzechów włoskich powleczonych nylonowym welonem.

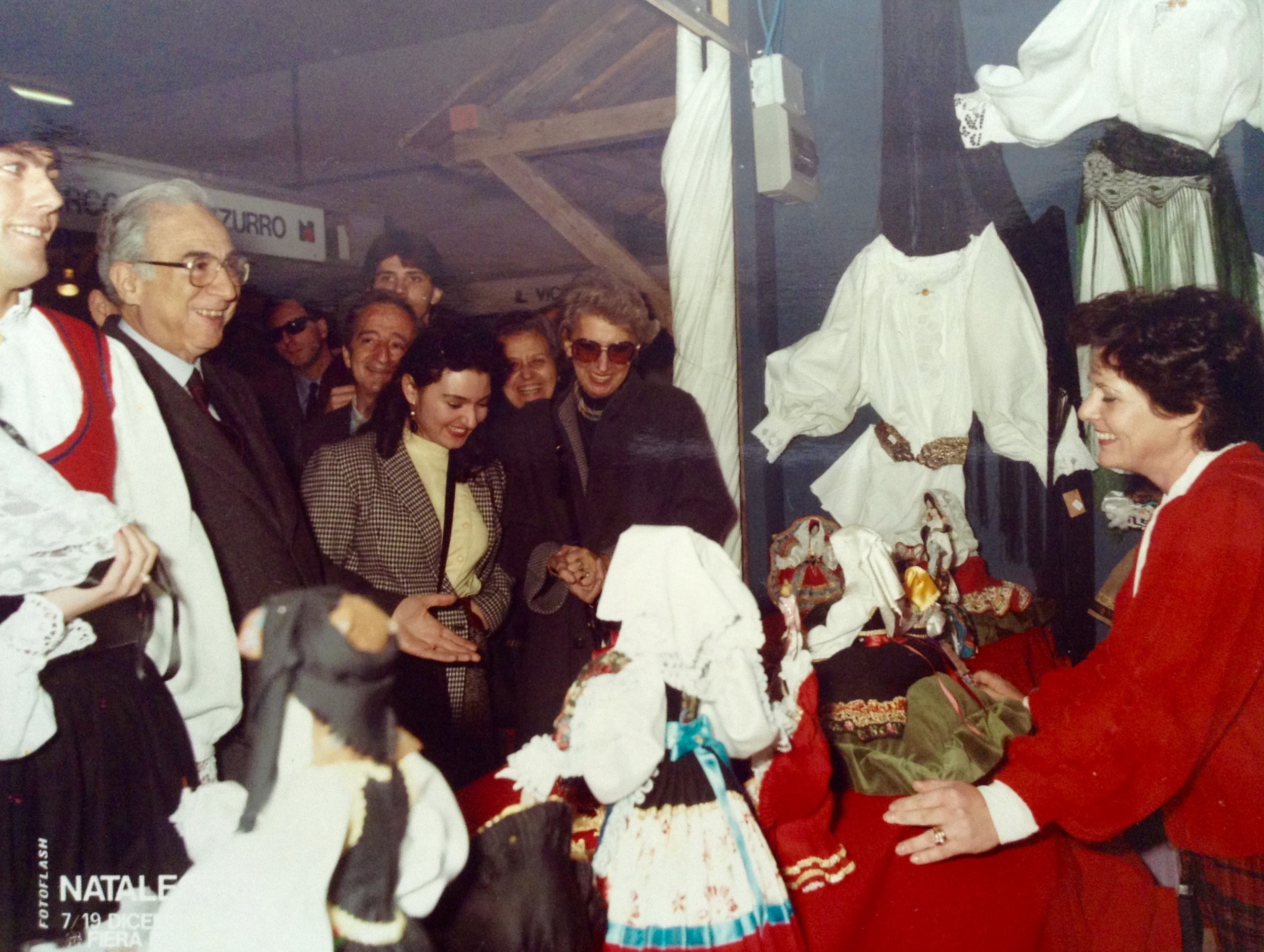
Vittoria Valmaggia i prezydent Francesco Cossiga Francesco Cossiga na targach w Rzymie w 1984 roku

Szukając wsparcia w działalności artystycznej ze względu na duże powodzenie lalek, Valmaggia przekonała męża do odejścia z karabinierów w 1983 roku. Kilka miesięcy później otworzyli w Cannigione pierwszy sklep z rzemiosłem artystycznym “Tappin” i z tą nazwą większość z jej prac zdobyło uznanie. W tym okresie udoskonaliła strukturę lalek, zastępując łupiny orzechów włoskich ceramicznymi twarzami oraz dodając ceramiczne dłonie i dopracowując cenny miedziany szkielet, na którym opierała się miękka warstwa pianki dającej kształt materiałom takim jak brokat, adamaszek, wełna, lampas czy sardyński aksamit wraz z koronkowymi dodatkami. Strój był następnie ozdabiany złotą i srebrną tradycyjną biżuterią. Nowe lalki, w całości wykonane ręcznie - cecha, która gwarantowała niepowtarzalność każdego dzieła, mierzyły od 25 cm do metra wysokości.

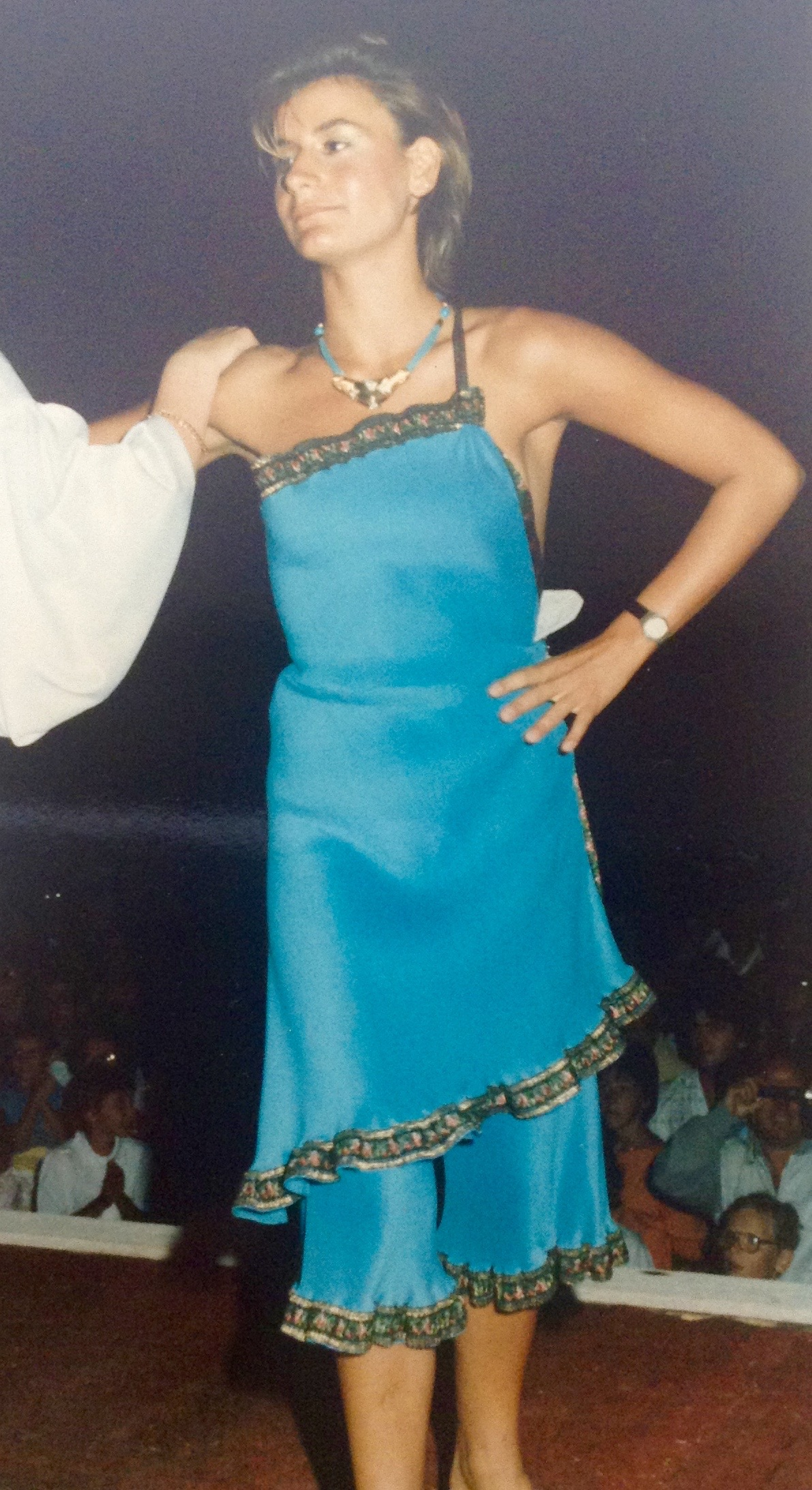
Pokaz mody w Baja Sardinia (1985), Creazioni Tappin

Na szczycie swojej działalności w 1985 roku Valmaggia projektowała współczesne wersje strojów ludowych oraz kreacje zainspirowane tradycją, wielokrotnie prezentowane podczas pokazów mody na placach w Cannigione i Baja Sardinia.
W latach 90. oddała się ceramice artystycznej, wykonując niewielkie rzeźby zainspirowane fizjonomią sardyńskich kobiet, małymi zwierzętami i kompozycjami kwiatowymi oraz różnorodne talerze ozdobne z motywami morskimi przypominającymi tematy jej obrazów.
Początek XXI wieku w jej twórczości charakteryzował się projektowaniem i realizacją ceramicznych dodatków do wnętrz, obejmujących wazony, talerze i lampy w morskim stylu. Pomimo diagnozy guza mózgu w 2007 roku oraz rychłego zabiegu chirurgicznego kontynuowała swoją działalność artystyczną aż do śmierci dwa lata później.

## Galeria

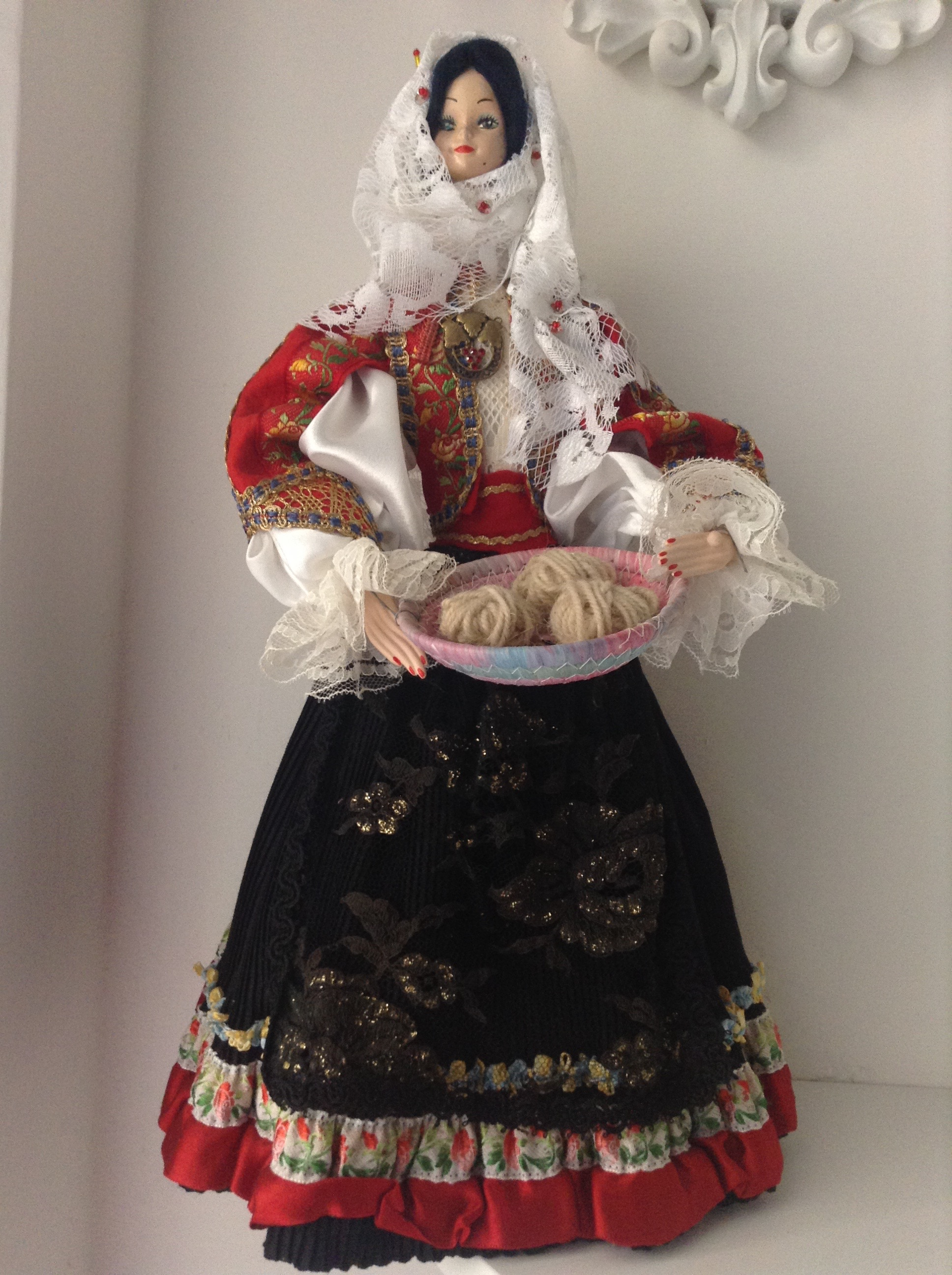
"Lalka z koszykiem" z okresu po 1982 roku, Vittoria Valmaggia - kolekcja prywatna
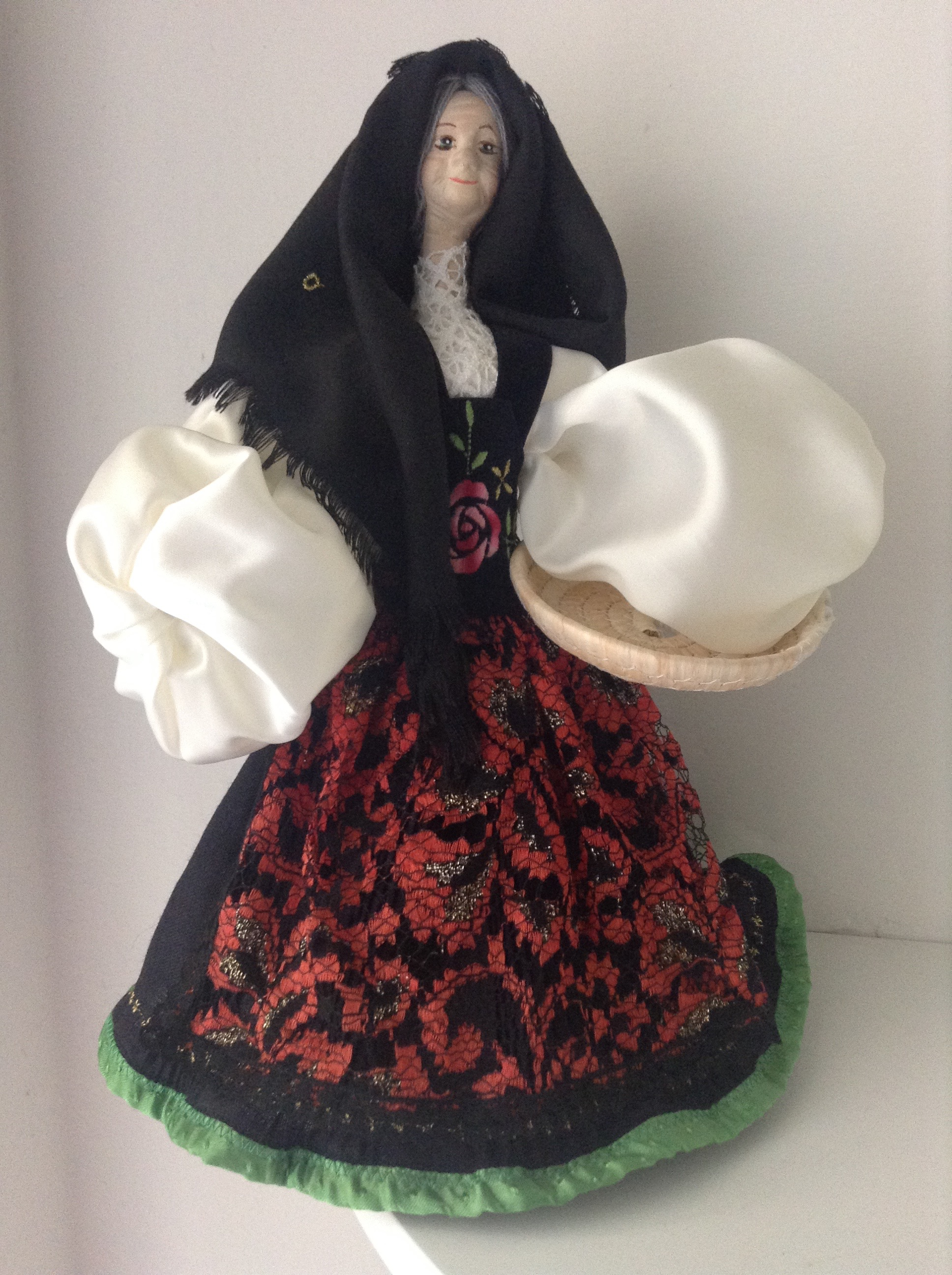
"Staruszka z koszykiem" z okresu po 1982 roku, Vittoria Valmaggia - kolekcja prywatna
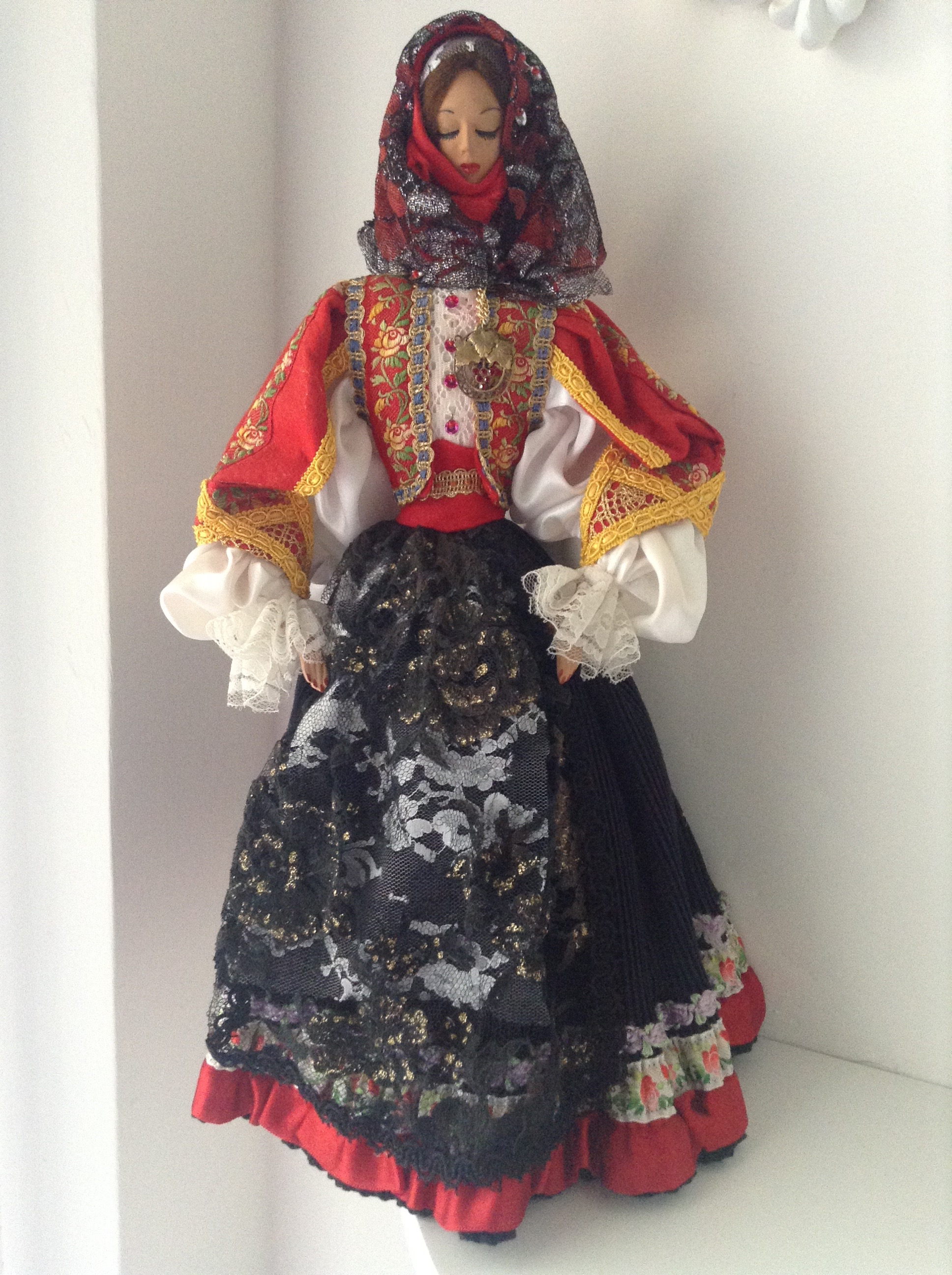
"Lalka w stroju ludowym" z okresu po 1982 roku, Vittoria Valmaggia - kolekcja prywatna
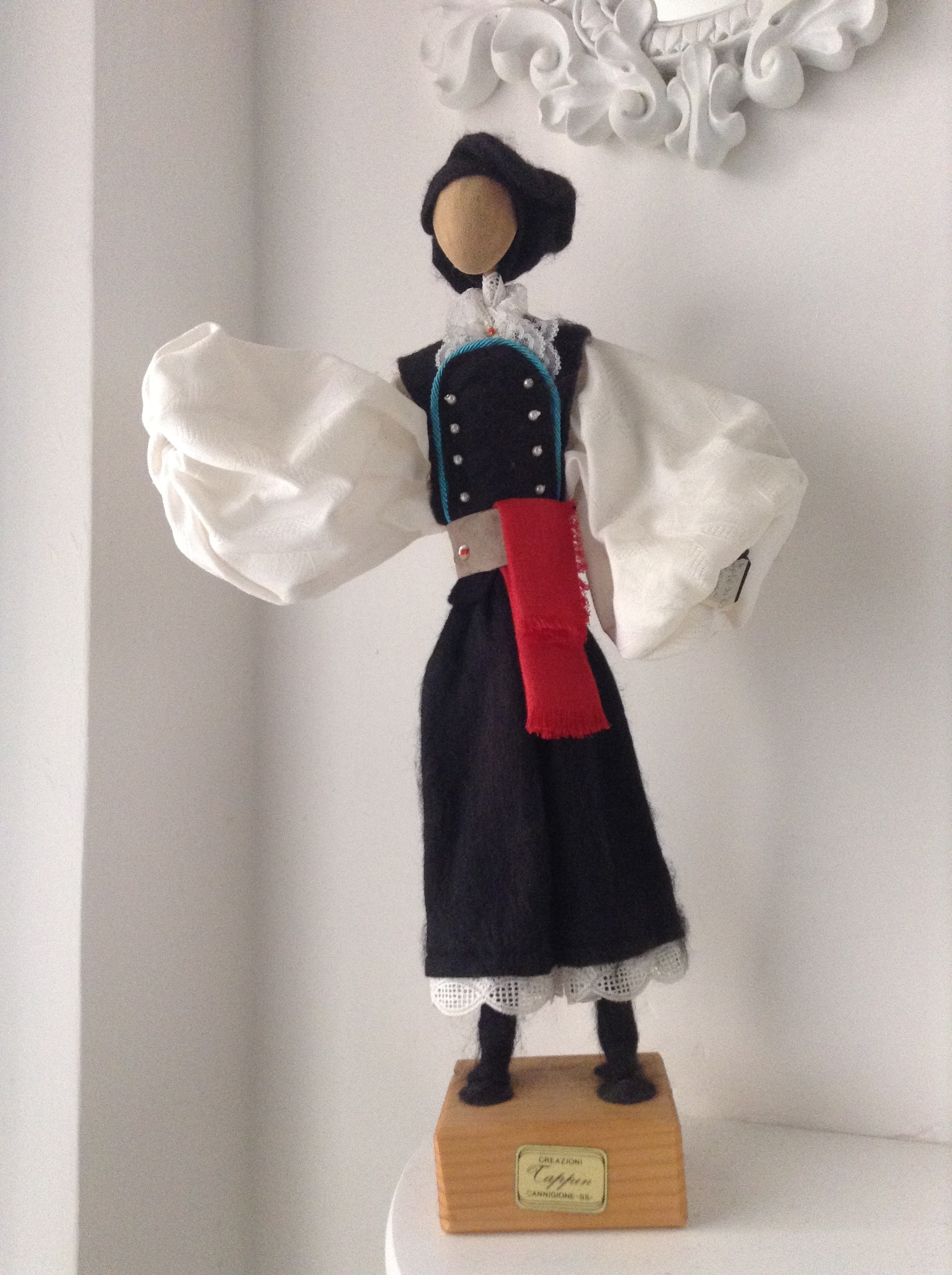
"Mężczyzna w kostiumie z Iglesias (CA)" z okresu przed 1982 rokiem, Vittoria Valmaggia - kolekcja prywatna